# Hüseyin Hilmi Pacha
Hüseyin Hilmi Pasha (1er avril 1855, Lesbos - 1922, Vienne) est un homme d’État et deux fois grand vizir de l'Empire ottoman au début de la Seconde Ère Constitutionnelle. Il est aussi le fondateur du Croissant-Rouge ottoman. Hüseyin Hilmi est l'un des meilleurs administrateurs des Balkans au début du XXe siècle en tant qu'inspecteur général ottoman de Macédoine de 1902 à 1908. Il occupe les fonctions de ministre de l'Intérieur de 1908 à 1909 et d'ambassadeur ottoman à Vienne de 1912 à 1918.

## Biographie
Hüseyin Hilmi Pasha nait en 1855 à Lesbos (Midilli) dans une famille d'origine Grecque,,, convertie à l'Islam. Il fait le début de sa scolarité à Lesbos où il acquiert un bon niveau de français. Il débute comme clerc dans l'administration ottomane et grimpe rapidement les échelons de la hiérarchie. Il devient gouverneur d'Adana en 1897 et du Yémen en 1902. Il est nommé la même année inspecteur-général avec des responsabilités sur tous les territoires ottomans des Balkans, c'est-à-dire les vilayets de Salonique, du Kosovo et de Manastir (Bitola).
Après la révision de la constitution ottomane en 1908, il est nommé au poste de ministre de l'Intérieur. Il devient Grand Vizir du 14 février 1909 au 13 avril 1909 sous le règne d'Abdülhamid II. Hüseyin Hilmi Pasha est le dernier Grand Vizir d'Abdülhamid II. Il doit quitter ce poste lors de l'incident du 31 mars où, durant un mois, les fondamentalistes tiennent les rues d'Istanbul jusqu'à l'arrivée de l'armée de Salonique. Il redevient Grand Vizir du 5 mai 1909 au 28 décembre 1909.
Il succède à Gazi Ahmed Muhtar Pasha au poste de ministre de la Justice. Il est nommé ambassadeur ottoman à Vienne en Autriche-Hongrie en octobre 1912, poste qu'il occupe jusqu'à la fin de la Première Guerre mondiale.
À cause de problèmes de santé, il reste à Vienne jusqu'à sa mort en 1922. Il est enterré à Beşiktaş, Istanbul.